# Zygmunty (Podlachie)
Pour les articles homonymes, voir Zygmunty.
Zygmunty   est un village polonais de la gmina de Krypno dans le powiat de Mońki et dans la voïvodie de Podlachie. Il se situe à environ 4 kilomètres au sud de Krypno, à 17 kilomètres au nord-ouest de Mońki et à 27 kilomètres au nord-ouest de Białystok. 